# District de Gumbinnen
1808–1945
Entités précédentes :
- Province de Prusse-Orientale
Province de Prusse

Entités suivantes :
- Oblast de Kaliningrad
- Territoire de Memel
- Voïvodie d'Olsztyn (pl)
- Voïvodie de Białystok (en)

Le district de Gumbinnen (Regierungsbezirk Gumbinnen) est une entité administrative territoriale qui exista de 1808 à 1945 et faisait partie de la province de Prusse-Orientale (1808-1829 et 1878-1945) et de la province de Prusse (1829-1878). Elle se trouve au nord-est de la province. Avec le district de Königsberg et, à partir de 1905, le district d'Allenstein, elle formait l'est de la province. Son chef-lieu se situait à Gumbinnen.

## Historique

### Origines
Au début, l'administration du royaume de Prusse forme entre 1724 et 1736 des territoires de l'ancien duché de Prusse dépendant de la chambre des Domaines et de la Guerre dont le siège est à Gumbinnen, à partir du 16 décembre 1808. Le district est divisé en 1815 entre les arrondissements de Gumbinnen, de Heydekrug, d'Insterbourg, de Johannisburg, de Memel, d'Oletzko, de Rastenburg, de Stallupönen et de Tilsit.

### De 1819 à 1896

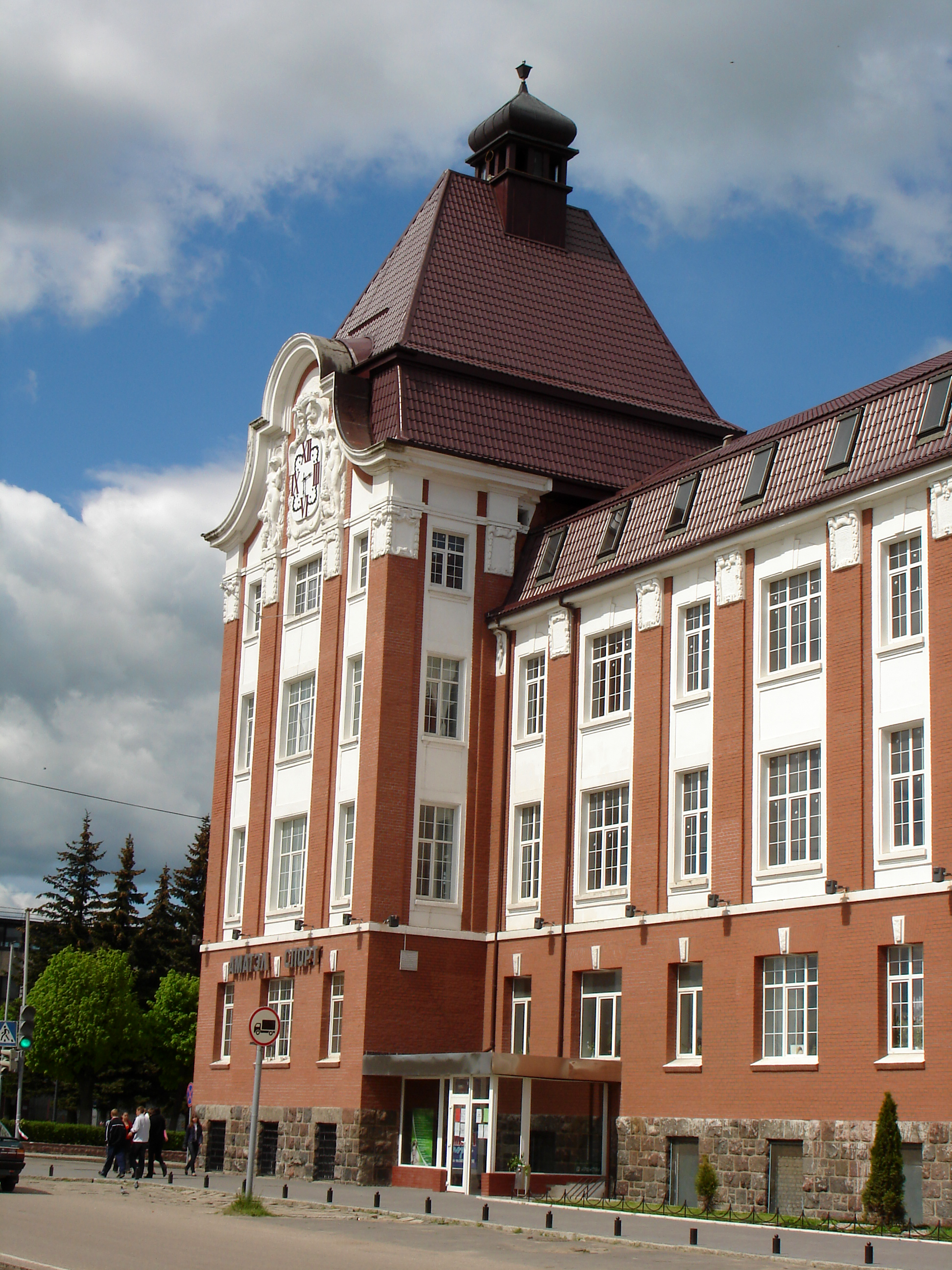
Ancien siège administratif du district de Gumbinnen, aujourd'hui à Goussev, en Russie baltique

La bourgeoisie de la ville de Memel souhaite rattacher l'arrondissement de Memel au district de Königsberg, ce qui advient le 1er septembre 1816. Si bien que le 1er avril 1819, le district comporte seize arrondissements :
- Arrondissement d'Angerburg
- Arrondissement de Darkehmen (de) (renommé arrondissement d'Angerapp en 1938)
- Arrondissement de Goldap
- Arrondissement de Gumbinnen
- Arrondissement d'Heydekrug
- Arrondissement d'Insterbourg
- Arrondissement de Johannisburg
- Arrondissement de Lötzen (de)
- Arrondissement de Lyck
- Arrondissement de Niederung (renommé arrondissement d'Elchniederung en 1938)
- Arrondissement d'Oletzko (renommé arrondissement de Treuburg en 1933)
- Arrondissement de Pillkallen (renommé arrondissement de Schloßberg en 1938)
- Arrondissement de Ragnit
- Arrondissement de Sensburg (de)
- Arrondissement de Stallupönen (renommé arrondissement d'Ebenrode en 1938)
- Arrondissement de Tilsit

### De 1896 à 1945
Les villes de Tilsit en 1896 et d'Insterbourg en 1901 deviennent des villes d'arrondissement (Stadtkreis) et sortent du Landkreis (arrondissement) du même nom. Mais le changement le plus important est celui survenu le 1er novembre 1905 qui concerne les quatre arrondissements méridionaux du district : Johannisburg, Lötzen, Lyck et Sensburg, qui rejoignent le nouveau district d'Allenstein, avec d'autres arrondissements du sud du district de Königsberg.
De plus l'arrondissement de Memel est enlevé à la Prusse-Orientale et à l'Allemagne par le traité de Versailles, après la guerre de 1914-1918, et forme le territoire de Memel, bientôt occupé militairement par la nouvelle république de Lituanie. Ce territoire au nord du fleuve Niémen est formé de la ville de Memel, et des arrondissements de Memel, d'Heydekrug et de Pogegen. La plus grande partie de l'arrondissement de Tilsit disparaît donc, tandis que les arrondissements d'Heydekrug, de Niederung et de Ragnit, ainsi que la ville d'arrondissement de Tilsit sont partagés entre la Prusse-Orientale et le territoire de Memel. Un nouvel arrondissement de Tilsit-Ragnit est formé en 1922, à partir des restes des anciens arrondissements des mêmes noms. 
Lorsque le territoire de Memel retourne à l'Allemagne en 1939, l'arrondissement de Pogegen disparaît et les communes faisant partie de l'arrondissement d'Heydekrug et de Tislit-Ragnit sont partagées. Les territoires polonais de Suwałki et d'Augustów qui font partie de l'arrondissement de Suwałki, sont annexés par l'Allemagne du Troisième Reich en novembre 1939 et sont intégrés au district de Gumbinnen. Ils sont renommés en mai 1941 en arrondissement de Sudauen. Une partie de cet arrondissement est intégrée en 1943 au district de Bialystok (Bezirk Bialystok) annexé au sud-ouest.
La situation administrative du district en janvier 1945 est la suivante:
- Trois arrondissements urbains: Memel, Insterburg, Tilsit
- Treize arrondissements ruraux: Darkehmen, Angerburg, Ebenrode, Elchniederung (chef-lieu à Heinrichswalde), Goldap, Gumbinnen, Heydekrug, Insterburg, Landkreis de Memel, Schloßberg, Sudauen (ex-Suwałki), Tilsit-Ragnit, Treuburg.

Lorsque l'Armée soviétique entre en janvier 1945 en province de Prusse-Orientale et commence sa campagne militaire, les populations civiles s'enfuient à cause des destructions massives. Après la victoire de l'URSS dans la région, les populations restantes sont expulsées et remplacées par des Soviétiques au nord, dans ce qui deviendra l'oblast de Kaliningrad et des Polonais au sud, dans la voïvodie de Varmie-Mazurie. La Prusse-Orientale a cessé d'exister pour toujours.

## Démographie

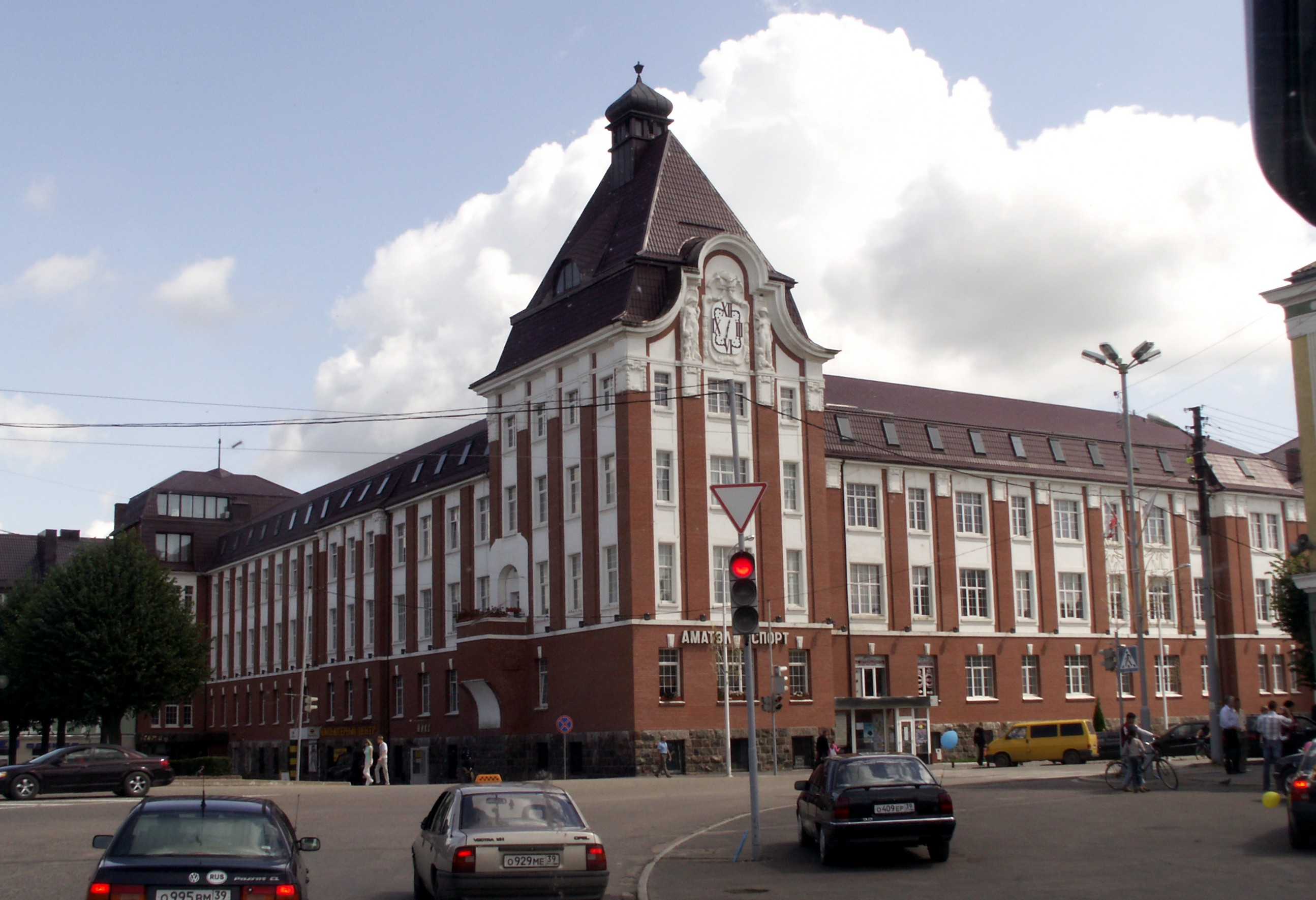
Ancien conseil de district de Gumbinnen

- 1880: 778 422 habitants, dont 756 448 luthériens-évangéliques, 12 064 catholiques, 4 088 chrétiens d'autres confessions, 5 791 juifs.
- 1885: 788 074 habitants
- 1900: 792 240 habitants
- 1910: 804 871 habitants

## Présidents du district
Les présidents du district sont :
| 1809-1813: Theodor von Schön 1813-1816: Georg Heinrich Ludwig Nicolovius (de) 1816-1825: Ernst Ludwig Wlömer (de) 1825–1832: Johann Friedrich Heuer 1832-1839: Thoma 1839–1846: Johann Carl Friedrich Braun 1846–1851: Gustav von Saltzwedel 1851-1859: Fedor Curd von Byern 1859–1864: Eduard Moritz von Kries (de) 1864–1871: Friedrich Maurach (de) 1871–1874: Robert Viktor von Puttkamer | 1875–1879: Otto von Westarp (de) 1879–1881: Albrecht von Schlieckmann 1881–1894: Otto Steinmann 1895-1904: Wilhelm von Hegel (de) 1905-1913: Hermann Wilhelm Stockmann (de) 1913-1915: Friedrich Karl Gramsch 1915-1919: Georg von Lambsdorff 1919-1920: Magnus von Braun 1920-1933: Otto Rosencrantz (de) 1933-1945: Herbert Rohde |